# Rezerwat przyrody Polana Siwica
Rezerwat przyrody Polana Siwica – torfowiskowy rezerwat przyrody znajdujący się na terenie gminy Nieborów, w powiecie łowickim, w województwie łódzkim (nadleśnictwo i obręb Skierniewice, leśnictwo Nieborów). Rezerwat leży w obrębie Bolimowskiego Parku Krajobrazowego.
- powierzchnia – 68,38 ha[1][4] (akt powołujący podawał 68,55 ha)
- rok utworzenia – 1998
- rodzaj rezerwatu – torfowiskowy
- dokument powołujący – Rozporządzenie Ministra Ochrony Środowiska, Zasobów Naturalnych i Leśnictwa z 21 grudnia 1998 (Dz. U. z 1998 r., numer 161, pozycja 1097)
- przedmiot ochrony – charakterystyczna dla Puszczy Bolimowskiej śródleśna polana ze zbiorowiskami roślinności łąkowej i torfowej

Polana Siwica jest największą i najbardziej zróżnicowaną spośród polan Puszczy Bolimowskiej, jest podmokła z jeziorkami powstałymi w starych wyrobiskach torfowych. Na terenie rezerwatu występują zbiorowiska łąkowe, szuwarowe, zaroślowe i wodne, a na obrzeżach – leśne.
Rezerwat posiada bogatą florę – stwierdzono tu występowanie ponad 220 gatunków roślin naczyniowych, w tym 9 gatunków chronionych i 4 gatunki umieszczone na liście roślin zagrożonych w Polsce. Rosną tu m.in.: kosaciec syberyjski, goryczka wąskolistna, goździk pyszny, trzęślica modra, kruszczyk błotny, kukułka szerokolistna oraz starodub łąkowy.
Polana Siwica jest ostoją zwierzyny, zwłaszcza ptactwa wodno-błotnego – gniazdują tu: płaskonos, głowienka, dwa gatunki perkoza, bekas kszyk, derkacz, bąk, łabędź, czapla siwa; na żer zalatuje bocian czarny i żuraw. Występuje tu kilka gatunków żab, a z gadów – zaskroniec i żmija zygzakowata. Ssaki reprezentują m.in. sarna, dzik, łoś oraz nietoperze: mopek i nocek duży. Rezerwat charakteryzuje się też bogactwem świata owadów, zwłaszcza motyli (m.in. modraszek telejus, modraszek nausitous, czerwończyk nieparek, szlaczkoń szafraniec, przeplatka aurinia), ale także ważek, muchówek czy szarańczaków.
Rezerwat objęty jest zakazem wstępu – można go zwiedzać wyłącznie w towarzystwie pracownika Nadleśnictwa Skierniewice lub Oddziału Terenowego Bolimowskiego Parku Krajobrazowego.
Według obowiązujących zadań ochronnych ustanowionych w 2019 roku, obszar rezerwatu objęty jest ochroną czynną.
Teren rezerwatu wchodzi w skład obszaru siedliskowego sieci Natura 2000 „Polany Puszczy Bolimowskiej” PLH100028.